# 米山優子
米山 優子（よねやま ゆうこ）は、日本の文学者。専門は、イギリス文化・イギリス文学・社会言語学。学位は、博士（学術）（一橋大学・2009年）。静岡県立大学国際関係学部准教授・大学院国際関係学研究科准教授。
神奈川県立外語短期大学英語科講師などを歴任した。

## 来歴

### 生い立ち
白百合女子大学文学部英文学科に進学、1997年3月、同大学を卒業。2001年10月より、母校・白百合女子大学文学部非常勤講師を務めた。2002年9月から、工学院大学工学部非常勤講師を、2004年4月から、関東学院大学法学部非常勤講師を務めた。その間、並行して一橋大学大学院言語社会研究科言語社会学専攻に在籍、2007年9月、一橋大学大学院博士課程を単位修得退学。のちに、博士論文「『古スコッツ語辞典』の成立――スコッツ語辞書編纂の歴史と思想」で、一橋大学より博士（学術）の学位を取得、論文審査委員及び最終試験委員は久保内端郎・糟谷啓介・井上義夫 。2008年3月、工学院大学工学部・関東学院大学法学部の非常勤講師を、それぞれ退任した。

### 研究者として
2008年4月、神奈川県立外語短期大学に常勤の教員として採用され、英語科講師に就任。なお、2009年10月から、放送大学神奈川学習センター非常勤講師を兼任。2011年3月、神奈川県立外語短期大学英語科講師を退任、これは神奈川県立外語短期大学は2011年に廃止されることが決まっていたためであり、同年6月をもって正式に閉校した。同年4月からは、静岡県立大学に常勤の教員として勤務、国際関係学部講師に就任、主として国際言語文化学科の英米文化コースの講義を担当した。また、静岡県立大学大学院国際関係学研究科講師も兼務、主として比較文化専攻の講義で担当した。そのほか、静岡県立大学附属広域ヨーロッパ研究センター研究員を務めた。

## 研究
専門は文学。イギリス文化・イギリス文学といった分野の研究を行う。また、言語社会研究科言語社会学専攻で学んだ経歴を持つことから、言語学にも関わりが深く、社会言語学などの分野の研究にも取り組む。具体的には、スコットランドの言語や文化について研究しており、その一環としてスコッツ語やスコットランド・ゲール語を取り上げている。例えば、12世紀から1700年までの文献に現れたスコッツ語を採録した『古スコッツ語辞典』について、その辞書編纂者の思想や辞書完成までの経緯を調査し、その成果を取りまとめた学術書を上梓した。博士論文も、『古スコッツ語辞典』の成立について取り上げ、調査したものであった。また、ヨーロッパにおいての地域言語や少数派言語の振興策や、イギリスにおいての多文化共生の取り組みなどについても研究する。2010年に発表した「John Jamieson and Hugh MacDiarmid -- Their Views on Scots Language and Scottish Lexicography」により、日本カレドニア学会学術奨励賞が授与された。また、2019年度の教員活動評価にて特に高く評価され、2020年に静岡県立大学学長表彰を受けた。
日本カレドニア学会、日本ケルト学会、日本英文学会、多言語社会研究会、スコットランド文学会、地域文学・国民文学会、ヨーロッパ辞書学会、などに所属。日本カレドニア学会では役員を務めた。

## 略歴
- 1997年 - 白百合女子大学文学部卒業。
- 2001年 - 白百合女子大学文学部講師。
- 2002年 - 工学院大学工学部講師。
- 2004年 - 関東学院大学法学部講師。
- 2007年 - 一橋大学大学院言語社会研究科博士課程単位修得退学。
- 2008年 - 神奈川県立外語短期大学英語科講師。
- 2009年 - 放送大学神奈川学習センター講師。
- 2011年 - 静岡県立大学国際関係学部講師。
- 2011年 - 静岡県立大学大学院国際関係学研究科講師。
- 2020年 - 静岡県立大学国際関係学部准教授。
- 2020年 - 静岡県立大学大学院国際関係学研究科准教授。

## 賞歴
- 2020年 - 静岡県立大学学長表彰[16]。

## 著作

### 単著
- 米山優子著『ヨーロッパの地域言語〈スコッツ語〉の辞書編纂――『古スコッツ語辞典』の歴史と思想』ひつじ書房、2013年。ISBN 9784894766341

### 共著
- ロバート・H・エリクソン・木村正俊・米山優子著『Global topics for effective reading and writing』開文社、2012年。ISBN 9784875711551
- 木村正俊・米山優子・Robert H. Erickson著『First Steps to Global Communication ――グローバル・トピックスで学ぶ大学基本英文法』南雲堂、2015年。ISBN 9784523177814

### 翻訳
- ピーター・クラーク『イギリス現代史 1900 - 2000』西沢保ほか訳、改訂版、名古屋大学出版会、2004年。ISBN 4815804915
- ロバート・バーンズ『ロバート・バーンズ詩集』同・研究会編訳、増訂版、国文社、2009年。ISBN 9784772005272
- サイモン・W・ホール『オークニー文学史』全5名で共訳、あるば書房、2014年。ISBN 9784990407650
- エリザベス・ボウエン『マルベリーツリー』ハーマイオニー・リー編、全5名で共訳、而立書房、2024年。 ISBN 4880594423

### 分担執筆、寄稿、等
- 木村正俊・中尾正史編『スコットランド文化事典』原書房、2006年。ISBN 456204022X
- 日本カレドニア学会創立50周年記念論文集編集委員会編『スコットランドの歴史と文化』明石書店、2008年。ISBN 9784750327532
- 木村正俊・照山顕人編『ロバート・バーンズ――スコットランドの国民詩人』晶文社、2008年。ISBN 9784794967374
- 木村正俊編『文学都市エディンバラ――ゆかりの文学者たち』あるば書房、2009年。ISBN 9784990407605
- What Country's This? And Whither Are We Gone?, J. Derrick McClure, Karoline Szatek-Tudor and Rosa E. Penna (ed.), Cambridge Scholars Publishing, 2010. ISBN 9781443824842
- 木村正俊編『スコットランド文学――その流れと本質』国文社、2011年。ISBN 9784875710585
- 原聖編『ケルト諸語文化の復興』三元社、2012年。ISBN 9784883033096
- 田村一男監修『英米文学の地平――W. ワーズワスから日系アメリカ人作家まで』金星堂、2012年。ISBN 9784764711143
- イギリス文化事典編集委員会編『イギリス文化事典』丸善、2014年。ISBN 9784621088647

## 関連人物
- 井上義夫
- 糟谷啓介
- 木村正俊
- ロバート・バーンズ